# Apocalípticos e integrados
Apocalípticos e integrados (título original en italiano: Apocalittici e integrati) es un libro de Umberto Eco, publicado por primera vez en italiano en 1964, en el que el autor nos instruye sobre los mitos modernos, desde la estructura, influencia y desarrollo de los medios de comunicación masivos hasta complejos conceptos de semiótica, tratados siempre desde un punto de vista de una comunicación práctica. Continúa una disertación casi filosófica que comenzó con Obra abierta. Eco realiza un estudio sobre la cultura popular y los medios de comunicación.

## Argumento
La obra parte de dos posiciones opuestas ante la cultura de masas: la apocalíptica y la integrada.
Dentro de la postura apocalíptica sitúa tanto a corrientes aristocratizantes (como Mac Donald) como críticos de izquierda (Escuela de Fráncfort), mientras que algunos de los integrados son Edward A. Schils, Daniel Bell y Friedman. A lo largo de toda la obra, Eco hace un análisis crítico presentando argumentos a favor y en contra de cada una de las opuestas visiones.
Los integrados son aquellos que hacen una interpretación benévola sobre los resultados que provoca la cultura de masas, como el acceso de todos a la cultura, como es el caso de Marshall McLuhan. Incluye a los místicos intelectuales, a los conocedores de la realidad, que no pertenecen a una definida religión u organización, pero se consideran miembros de la humanidad, aprenden mediante los mismos símbolos y son el principio unificador.
Para Umberto Eco el mito es una simbolización inconsciente, proyección en la imagen de tendencias, aspiraciones y temores. El crítico es un filósofo en función de historiador de la cultura.
La imagen simbólica representativa en la actualidad es la de Superman, el héroe dotado con poderes superiores a los del hombre común, que constituyen la más alta realización de un poder natural: la astucia, la rapidez, la habilidad bélica o la inteligencia silogística.

## Conclusión
Los medios masivos proponen modelos y situaciones humanas que no tienen conexión con los consumidores pero que los entretienen. Para los apocalípticos esta cultura de masas y sus medios de difusión destruyen las características de cada grupo étnico, el público no expresa sus preferencias y por consiguiente se mantienen conformes a lo que les ofrecen. Los medios masivos fueron creados para el entretenimiento. Por otro lado, los integrados tienen una visión más optimista ante esta situación y nos hablan de una cultura de masas en donde los ciudadanos participan y se les toma en cuenta. La cultura de masas es producida por personas que cuentan con mayor poder económico para la obtención de beneficios, y lo único que desea lograr es la creación de un mercado en el que logre conseguir inversionistas que le generen ganancias, es por lo que solo crea contenidos simples, entretenidos y que llegan a la mayoría de los hogares del país.